# Nem nướng
Nem nướng là món thịt heo nướng hoặc thịt viên nướng của Việt Nam, và là một món ăn phổ biến ở quốc gia này, đôi khi được dùng như một món khai vị hoặc món ăn nhẹ riêng lẻ, hoặc ăn kèm bún (hoặc cơm) như một món chính. Nem nướng là đặc sản của tỉnh Khánh Hòa (Nha Trang).

## Thành phần và công thức chế biến
Nem nướng được làm từ thịt lợn xay nhuyễn với 1/3 và 1/2 mỡ lợn. Thịt có hương vị đặc trưng với hành tím băm nhỏ, tỏi nghiền, nước mắm, đường và hạt tiêu đen. Sau đó, thịt được chia thành từng miếng lớn, nướng dưới vỉ sắt và than hoa.

## Phục vụ
Nem nướng có thể được ăn riêng như một món khai vị hoặc món ăn nhẹ, và chấm với nước chấm, hoặc với nước chấm đậu phộng. Nước chấm là nước mắm được pha loãng với nước và pha với đường, nước cốt chanh, tỏi sống băm nhỏ, ớt hiểm băm nhỏ (ớt Thái)/ớt cayenne, và đôi khi ăn với giấm. Nước chấm đậu phộng được làm từ bơ đậu phộng và sốt hoisin, có hương vị của nước mắm và tỏi giã nhỏ, phía trên là đậu phộng rang giã nhỏ. Nó được phục vụ với những loại rau tươi như rau diếp, rau củ thái dài như cà rốt và củ cải trắng, hay các loại thảo mộc tươi như bạc hà và húng quế. Khi ăn, thực khách có thể vắt thêm quất và sa tế cho phù hợp với khẩu vị.
Nem nướng có thể được phục vụ như một món chính trên bún, ví dụ: Bún thịt nướng và cơm, ví dụ như cơm tấm. Nem nướng cũng là một loại nhân thường thấy trong cuốn gỏi cuốn.
Theo đại diện của Cục An toàn thực phẩm thuộc Bộ Y tế Việt Nam, các loại đồ ăn vỉa hè như nem nướng tiềm ẩn nguy cơ ảnh hưởng xấu tới sức khoẻ người tiêu dùng, có thể bị ô nhiễm, tẩm hóa chất.Cần phải chọn các hàng quán nem nướng an toàn,chất lượng